# Arayat
Arayat è una municipalità di seconda classe delle Filippine, situata nella Provincia di Pampanga, nella regione di Luzon Centrale.
Arayat è formata da 30 baranggay:
- Arenas
- Baliti
- Batasan
- Buensuceso
- Candating
- Cupang (Santa Lucia)
- Gatiawin
- Guemasan
- Kaledian (Camba)
- La Paz (Turu)
- Lacmit
- Lacquios
- Mangga-Cacutud
- Mapalad
- Matamo (Santa Lucia)

- Panlinlang
- Paralaya
- Plazang Luma
- Poblacion
- San Agustin Norte
- San Agustin Sur
- San Antonio
- San Jose Mesulo
- San Juan Bano
- San Mateo
- San Nicolas
- San Roque Bitas
- Santo Niño Tabuan
- Suclayin
- Telapayong

Il territorio della municipalità è in parte inserito nel Parco nazionale del Monte Arayat, dove si erge il vulcano spento Arayat.